# Napoletani a Bagdad
Napoletani a Bagdad (Siren of Bagdad) è un film del 1953 diretto da Richard Quine. Prodotto da Sam Katzman e diretto da Richard Quine, il film si inserisce nel filone dei fantasy esotici ambientati in terre d'Oriente che, complice i colori fiammeggianti del technicolor, imperversarono negli anni quaranta fino ai cinquanta.

## Trama
In una Persia di fantasia, le avventure di un mago vagabondo che si trova ad avere come avversario un malvagio Vizir.

## Produzione
Il film fu prodotto da Sam Katzman per l'Esskay Pictures Corporation.

## Distribuzione
Distribuito dalla Columbia Pictures, il film uscì nelle sale cinematografiche USA il 20 maggio 1953 con il titolo originale Siren of Bagdad.